# Caradocus
Caradocus (moyen gallois: Karadawc), est selon Historia regum Britanniae de  Geoffroy de Monmouth , un récit pseudo historique sur l'histoire des  rois de Bretagne, un duc ou de Cornouailles à l'époque du règne d'Octavius, qui devient roi de Cornouailles et qui  meurt sous le règne de l'empereur Magnus Maximus.

## Contexte
Selon Geoffroy de Monmouth Caradocus est duc de Cornouailles à l'époque du règne Octavius [Eudaf]). 
Ce dernier devenu vieux souhaite abdiquer mais il n'a pas de fils pour lui succéder. C'est Caradocus de Cornouailles qui suggère au vieux souverain de demander au sénateur romain Maximianus [Macsen Wledig] qui était breton par son père Joelinus oncle de Constantin Ier, d'unir son royaume à Rome en gage de paix éternelle et d'épouser sa fille Hélène [Elen ferch Eudaf]. Octavius accepte l'idée et Caradocus envoie son propre fils Mauric en émissaire auprès de Maximus. Le neveu du roi Conan Meriadoc [Cynan Meiriadog] désapprouve cette décisions qui le déshérite et attaque Maximus et Mauric lorsqu'ils débarquent dans l'île de Bretagne près de  Southampton. Seul l'intervention de Caradocus rétablit la paix. Octavius remet son royaume entre les mains de Maximus et se retire pendant que  Caradocus lui-même se rallie à Maximus. Caradocus aura plus tard comme  successeur dans son « Royaume de Cornouailles » son frère Dionotus [Dunod] Le  Brut y Brenhinedd rapporte la  même récit en utilisant les noms entre  [ ].

## Sources
- Geoffroy de Monmouth Histoire des rois de Bretagne, traduit et commenté par Laurence Mathey-Maille, Édition Les belles lettres, coll. « La roue à livres », Paris, 2004,  (ISBN 2-251-33917-5)
- (en) Peter Bartrum, A Welsh classical dictionary: people in history and legend up to about A.D. 1000, Aberystwyth, National Library of Wales, 1993, p. 113 CARADOG, Duke of Cornwall. (Fictitious).